# Хоусон, Дамьен
Дамьен Хоусон (англ. Damien Howson, род. 13 августа 1992 в Аделаиде, Австралия) — австралийский профессиональный шоссейный велогонщик, выступающий с 2013 года за команду Mitchelton-Scott. Серебряный призёр Чемпионат мира по шоссейным велогонкам 2014 года в командной гонке.

## Достижения
2010
1-й — Trofeo San Rocco
3-й — Grand Prix General Patton
2011
1-й  — Чемпионат Австралии на треке в командной гонке
1-й  — Чемпионат Океании U-23 в индивидуальной гонке
4-й — UCI Oceania Tour
4-й — Чемпионат Океании U-23 в групповой гонке
4-й — Чемпионат Австралии U-23 в индивидуальной гонке
2012
1-й — UCI Oceania Tour
1-й  — Чемпионат Океании U-23 в индивидуальной гонке
2-й — Чемпионат Австралии U-23 в индивидуальной гонке
2-й — Memorial Davide Fardelli
3-й  — Чемпионат мира U-23 в индивидуальной гонке
4-й — Chrono Champenois
7-й — Tour Alsace
2013
1-й —  — Чемпионат мира U-23 в индивидуальной гонке
1-й  — Чемпионат Океании U-23 в индивидуальной гонке
1-й  — Чемпионат Океании U-23 в групповой гонке
1-й  — Чемпионат Австралии U-23 в индивидуальной гонке
2-й — Чемпионат Австралии U-23 в групповой гонке
2-й — Chrono Champenois
3-й — Thüringen Rundfahrt der U23
2014
2-й  — Чемпионат мира в командной гонке
3-й — Чемпионат Австралии в индивидуальной гонке
2015
5-й — Herald Sun Tour
5-й — Чемпионат Австралии в индивидуальной гонке
2016
3-й — Herald Sun Tour
2017
1-й  — Herald Sun Tour
1-й на этапе 1

## Статистика выступлений наГранд Турах
- Тур де Франс
  - Участие:0

- Джиро д'Италия
  - Участие:1
    - 2016: 53

- Вуэльта Испании
  - Участие:2
    - 2015: 147
    - 2016: 45